# Limbă cu marcare nulă
O limbă cu marcare nulă este o limbă care nu marchează gramatical dependenții sau modificatorii sau capetele sau nucleele care arată relația dintre diferitele componente ale unei fraze.
Marcarea nulă omniprezentă este foarte rară, dar cazuri de marcare nulă în diferite forme apar într-un număr destul de mare de limbi. Vietnameza și indoneziana sunt două limbi naționale enumerate în „World Atlas of Language Structures” ca având marcare nulă.
În multe limbi din Asia de Est și de Sud-Est, cum ar fi thailandeza și chineza, verbul principal și dependenții săi nu sunt marcați pentru niciun argument sau pentru rolurile substantivelor în propoziție. Pe de altă parte, posesia este marcată în aceste limbi prin utilizarea de particule clitice între posesor și posedat.
Unele limbi, cum ar fi multe dialecte ale limbii arabe, folosesc un proces similar, numit juxtapunere, pentru a indica relațiile posesive. În arabă, două substantive alăturate pot indica o construcție posedat-posesor: كتب مريم kutub Maryam „cărțile lui Maryam”. În araba clasică și modernă standard, însă, al doilea substantiv este în cazul genitiv, ca în كتبُ مريمٍ kutub-u Maryam-a.
Marcajul zero, atunci când apare, tinde să prezinte o relație puternică cu ordinea cuvintelor. Limbile în care marcarea zero este larg răspândită sunt aproape toate subiect-verb-obiect, probabil pentru că ordinea verb-la-mijloc permite ca două sau mai multe substantive să fie recunoscute ca atare mult mai ușor decât ordinea subiect-obiect-verb, obiect-subiect-verb, verb-subiect-obiect sau verb-obiect-subiect, pentru care două substantive ar putea fi adiacente, iar rolul lor într-o propoziție ar putea fi astfel ambiguu. S-a sugerat că limbile cu verb în poziție finală ar putea fi susceptibile de a dezvolta ordinea verb-la-mijloc dacă marcarea substantivelor se pierde.